# Dioscorea lepcharum
Dioscorea lepcharum är en enhjärtbladig växtart som beskrevs av David Prain och Isaac Henry Burkill. Dioscorea lepcharum ingår i släktet Dioscorea och familjen Dioscoreaceae. Inga underarter finns listade i Catalogue of Life.